# Sicherungsgrundschuld
Die Sicherungsgrundschuld sichert den Inhaber wegen einer Forderung gegen den Eigentümer oder Dritten dadurch, dass er sich bei Nichterfüllung der gesicherten Forderung aus der Grundschuld befriedigen darf.

## Grundzüge
Das Bürgerliche Gesetzbuch (BGB) kennt die Grundpfandrechte Grundschuld, Hypothek und Rentenschuld. Zumeist wird die Grundschuld im Bankenwesen gewählt, da sie gemäß § 1192 Abs. 1 BGB keine (Kredit-)Forderung voraussetzt. Die Bestimmung trennt die Grundschuld sachenrechtlich von der Forderung – anders als die akzessorische Hypothek – und macht sie abstrakt, genauer: nicht-akzessorisch. Um dennoch eine (schuldrechtlich wirkende) Verbindung zwischen Grundschuld und zu sichernder Forderung herzustellen, haben die Kautelarpraxis und die Rechtsprechung des BGH die Grundschuld zur Sicherungsgrundschuld weiterentwickelt.
Als Grundpfandrecht kann die Sicherungsgrundschuld an Grundstücken bestellt werden. Zu letzteren, ebenfalls mit Sicherungsgrundschulden belastbaren Eigentumsrechten gehören Wohnungseigentum, Teileigentum, Erbbaurecht und Bergwerkseigentum. Schiffseigentum kann hingegen nur mit einer Schiffshypothek belastet werden (§ 24 SchiffsRegG).

## Merkmale
Die Sicherungsgrundschuld ist Fremdgrundschuld. Sie sichert die Forderungen der Gläubiger. Davon zu unterscheiden ist die für den Grundstückseigentümer originär eingetragene Eigentümergrundschuld.

### Sicherungsvertrag
Die Sicherungsgrundschuld kennzeichnet, dass zwischen Kreditgeber und Sicherungsgeber ein Sicherungsvertrag abgeschlossen wird. Die Zweckbindung stellt die Verbindung zwischen Grundschuld und Forderung her. Im Falle der Abtretung der Grundschuld galt bis August 2008 § 1157 BGB, wonach die Einreden, die dem Sicherungsgeber aufgrund eines zwischen ihm und dem bisherigen Gläubiger bestehenden Rechtsverhältnisses gegen das Grundpfandrecht zustanden, auch dem neuen Gläubiger entgegengesetzt werden konnten, sofern kein gutgläubig-einredefreier Erwerb stattfand.

### Risikobegrenzungsgesetz
Durch das Risikobegrenzungsgesetz 2008 ist die Sicherungsgrundschuld nunmehr gesetzlich gefasst § 1192 Abs. 1a BGB, § 1193 Abs. 2 Satz 2 BGB. Zwar bleibt die Sicherungsgrundschuld nicht-akzessorisch, gemäß § 1192 Abs. 1a Satz 1 BGB besteht aber eine Verbindung zwischen der Sicherungsgrundschuld und dem schuldrechtlichen Sicherungsvertrag. Nach § 1192 Abs. 1a Satz 1 Halbsatz 2 BGB wird § 1157 Satz 2 BGB nunmehr ausgeschlossen, was zur Folge hat, dass der Sicherungsgeber Einreden aus dem Sicherungsvertrag jedem späteren Sicherungsnehmer entgegenhalten darf. Wichtigste Einrede ist die Tilgungseinrede, wonach der Sicherungsgeber (Grundstückseigentümer) dem (neuen) Gläubiger die ganze oder teilweise Tilgung der Forderung entgegenhalten darf, so dass bei nicht oder nicht vollständig valutierten Grundschulden der (neue) Gläubiger im Sicherungsfall nicht das gesamte Grundschuldkapital verlangen darf. Nach der durch § 1192 Abs. 1a BGB geschaffenen Rechtslage kann der Grundstückseigentümer dem neuen Grundschuldgläubiger einredeweise entgegensetzen, dass er aus der Grundschuld nur mit ihrem valutierten Teil in Anspruch genommen werden kann. Weitere Einreden sind das vollständige oder teilweise Erlöschen der gesicherten Forderung vor Abtretung der Grundschuld oder die Einrede der fehlenden Fälligkeit der Forderung. Ein gutgläubig-einredefreier Erwerb ist ausgeschlossen, selbst wenn der neue Gläubiger nicht wusste, dass er eine Sicherungsgrundschuld erworben hat. Diese Rechte stehen dem Grundstückseigentümer auch gegenüber jedem späteren Erwerber der Grundschuld zu.
Allerdings hält die Forschung die in § 1192 Abs. 1a BGB enthaltene Neuregelung insgesamt für wenig geglückt und überarbeitungsbedürftig, wobei der Gesetzgeber das Gesamtsystem der Grundpfandrechte im Blick behalten müsse.

### Haftungsverband
Im Rahmen der Sicherungsgrundschuld haften dem Sicherungsnehmer neben dem Grundstück seine wesentlichen Bestandteile
(§ 1120 BGB), das Grundstückszubehör (§ 1120 BGB), nach § 1123 BGB die Miet- und Pachtforderungen (bei vermieteten oder verpachteten Beleihungsobjekten); nach den §§ 1127 ff. BGB haften auch Versicherungsentschädigungen, insbesondere Gebäudeversicherungen (§ 1128 BGB) und sonstige Schadensversicherungen (§ 1129 BGB). Dies kann dazu führen, dass ausnahmsweise auch bewegliche Sachen (oder Tiere) mit einer Sicherungsgrundschuld belastet sein können.

### Kündigung
Die ebenfalls neu geschaffene Regelung des § 1193 Abs. 1 Satz 2 BGB setzt eine Kündigungsfrist von 6 Monaten als Fälligkeitsvoraussetzung für die Sicherungsgrundschuld fest. Zu beachten ist bei der Sicherungsgrundschuld die Übergangsvorschrift des Art. 229 § 18 Abs. 2 EGBGB. Die Kündigung ist nur dann Fälligkeitsvoraussetzung, wenn die Grundschuld nach dem 19. August 2008 erworben wurde. Die Kündigung von Altverträgen erfordert dies nicht.

## Bankenaufsichtsrechtliche Anerkennung
Sicherungsgrundschulden kommen überwiegend als Kreditsicherheit bei Kreditinstituten vor, wobei als Beleihungsobjekt Wohn- oder Gewerbeimmobilien in Frage kommen und der Beleihungswert der Immobilien im Vordergrund steht. Nach § 18a Abs. 4 KWG sind Kreditinstitute verpflichtet, bei Immobilien-Verbraucherdarlehensverträgen eine besonders vorgeschriebene Kreditwürdigkeitsprüfung vorzunehmen, bei der auch Schuldenkennzahlen wie der Schuldendienstdeckungsgrad zu berücksichtigen sind.

### Allgemeines
Kreditsicherheiten gelten seit Januar 2014 bankenaufsichtsrechtlich als Kreditrisikominderungstechniken. Werden Kreditsicherheiten durch die in allen EU-Mitgliedstaaten geltende Kapitaladäquanzverordnung (englische Abkürzung CRR) als Kreditrisikominderungstechniken anerkannt, führen sie bei Kreditinstituten zu einer geringeren Unterlegung durch Eigenkapital als bei Blankokrediten. Das hat zur Folge, dass besicherte Kredite mit einem günstigeren Kreditzins gewährt werden können.
Sicherungsgrundschulden gehören zu den Kreditrisikominderungstechniken „mit Sicherheitsleistung“ (Realsicherheiten; Art. 4 Abs. 1 Nr. 58 CRR). Art. 194 CRR stellt Grundsätze für die aufsichtsrechtliche Anerkennung von Kreditrisikominderungstechniken auf, wonach Kreditsicherheiten insbesondere in allen Rechtsordnungen rechtswirksam (englisch valid) und durchsetzbar (englisch enforceable) sein müssen, ausreichend liquide, im Zeitablauf wertstabil und bei einem Kreditereignis zeitnah verwertbar sein müssen. Die positive Korrelation zwischen den Sicherheiten und der Kreditnehmerbonität darf nicht sehr hoch sein (Art. 194 Abs. 4 CRR). Ein etwaiges Rechtsrisiko ist im Zweifel durch Rechtsgutachten auszuschließen.

### Sicherungsgrundschuld
Sicherungsgrundschulden gelten als Grundpfandrechte, die nach Art. 125 Abs. 1a CRR ein Risikogewicht von 35 % des Buchwerts erhalten, wenn sie als Wohnimmobilien von Eigentümer selbst genutzt oder vermietet sind, der Beleihungswert der Immobilie nicht wesentlich von der Bonität des Kreditnehmers und das Risiko des Kreditnehmers nicht wesentlich von der Immobilie abhängt (Art. 125 Abs. 2a und 2b CRR). In der seit Januar 2014 geltenden SolvV wird klargestellt, welchen Anforderungen ein für die Zwecke der Kapitaladäquanzverordnung berücksichtigungsfähiger Beleihungswert genügen muss. Diese Anforderungen sind in § 22 SolvV abschließend aufgezählt. Danach muss der Beleihungswert
- nach § 16 Abs. 2 Satz 1 bis 3 PfandBG in Verbindung mit der Beleihungswertermittlungsverordnung ermittelt worden sein oder
- nach § 7 Abs. 7 Gesetz über Bausparkassen unter Beachtung einer von der BaFin genehmigten Bestimmung nach § 5 Abs. 2 Nr. 3 Gesetz über Bausparkassen ermittelt worden sein oder
- sich auf eine Immobilie in einem anderen Staat des Europäischen Wirtschaftsraums beziehen und auf Grundlage von in diesem Staat gültigen strengen Vorgaben in Rechts- oder Verwaltungsvorschriften ermittelt worden sein, die die BaFin als mit der Beleihungswertermittlungsverordnung gleichwertig anerkannt hat oder
- ein anders ermittelter nachhaltig erzielbarer Wert sein, der den Anforderungen des § 16 Abs. 2 Satz 1 bis 3 PfandBG genügt.

§ 21 Abs. 3 Nr. 1 KWG verweist ebenfalls auf das nunmehr geltende PfandBG.
Die Beleihungsgrenze darf nach Art. 125 Abs. 2d CRR 80 % des Beleihungswerts oder Marktwerts nicht überschreiten. Für Gewerbeimmobilien gilt nach Art. 126 Abs. 1a CRR ein Risikogewicht von 50 % des Marktwerts (oder 60 % des Beleihungswerts) mit den gleichen Korrelationsanforderungen wie bei Wohnimmobilien. Dabei muss nach Art. 126 Abs. 2b CRR die Rückzahlung von der Fähigkeit des Kreditnehmers abhängen, den Kredit im Wesentlichen auch aus anderen Finanzierungsquellen als der Objekt-, Spezial- oder Projektfinanzierung zurückzahlen zu können. Bei einem Ausfall wird beiden Risikopositionen ein Risikogewicht von 100 % zugewiesen (Art. 127 Abs. 3 und 4 CRR). Für alle den Beleihungswert übersteigenden Kredite ist nach Art. 124 Abs. 1 CRR das Risikogewicht für Blankokredite zugrunde zu legen. Außerdem sind angemessene Schadensversicherungen (Art. 208 Abs. 5 CRR) für die Immobilie erforderlich, ein unabhängiger Sachverständiger hat eine Sicherheitenbewertung anzufertigen (Art. 229 Abs. 1 CRR) und eine jährliche (Gewerbeimmobilien) oder alle drei Jahre (Wohnimmobilien) stattfindende Überwachung durch den Kreditgeber ist erforderlich (Art. 208 CRR).

## Sicherungsgrundschuld und Kredithandel
Gegenstand des Kredithandels sind unter anderem auch notleidende, durch Grundpfandrechte gesicherte Kredite. Beim Verkauf dieser Kredite von einem Sicherungsnehmer an einen anderen Sicherungsnehmer ist die Grundschuld im Wege der Abtretung zu übertragen, so dass die Regelungen des Risikobegrenzungsgesetzes greifen. Danach ist ein Kredithandel weiterhin möglich, doch wurde der Schutz der Darlehensnehmer verbessert.
Eine formularmäßige Zustimmung zur Übernahme eines Darlehensvertrages im Rahmen des Kredithandels ist gemäß § 309 Nr. 10 BGB unwirksam. Die Regelung betrifft die Übertragung des gesamten Darlehensvertrages, also die Vertragsübernahme. Bei Verbraucherdarlehensverträgen mit grundpfandrechtlicher Sicherung (zumeist Immobilienfinanzierungen, aber auch Konsumkredite) muss nach § 492 Abs. 1a Satz 3 BGB die vom Darlehensnehmer zu unterzeichnende Vertragserklärung grundsätzlich einen deutlich gestalteten Hinweis darauf enthalten, dass der Darlehensgeber Forderungen aus dem Kreditvertrag ohne Zustimmung des Darlehensnehmers abtreten und das Vertragsverhältnis auf einen Dritten übertragen darf. Unterbleibt dies, ist die Abtretung oder Übertragung zwar nicht unwirksam, jedoch erhält der Darlehensnehmer gegen seine Bank einen Schadensersatzanspruch aus § 280 BGB. Nach § 496 Abs. 2 Satz 1 BGB ist der Darlehensnehmer nach Abtretung an einen neuen Gläubiger unverzüglich darüber sowie über die Kontaktdaten des neuen Gläubigers zu unterrichten (Art. 246b § 1 Abs. 1 Nr. 1, 3 und 4 EGBGB). Betreibt der neue Gläubiger die Zwangsvollstreckung aus der Sicherungsgrundschuld, kann sich der Darlehensnehmer mit einer Vollstreckungsabwehrklage nach § 767 ZPO und einem Antrag auf Einstellung der Zwangsvollstreckung nach § 769 ZPO wehren.

## International
In der Schweiz kennt man den Schuldbrief, die Grundpfandverschreibung und die – seit Januar 2012 nicht mehr mögliche – Gült. In Österreich ist die Hypothek das einzige Grundpfandrecht, die nach § 446 ABGB durch Vertrag und „Einverleibung“ (Eintragung) im Grundbuch entsteht. In Frankreich ist die Hypothèque rechargeable zwar eine Hypothek, aber „wiederauffüllbar“, also revalutierbar, was wirtschaftlich der Sicherungsgrundschuld entspricht. Auch die englische Mortgage erfüllt wirtschaftlich die Funktion einer Grundschuld, auch wenn sie rechtlich hiervon zu unterscheiden ist.

## Sonstiges
Nicht vergleichbar – wenn auch wortverwandt – ist die Sicherungshypothek.